# Tobias (Rochester)
Tobias († 726) war Bischof von Rochester. Er wurde zwischen 693 und 706 geweiht und trat in diesem Zeitraum auch sein Amt an. Er starb 726.